# Boračeva
Boračeva este o localitate din comuna Radenci, Slovenia, cu o populație de 391 de locuitori.